# David Levy (Politiker)

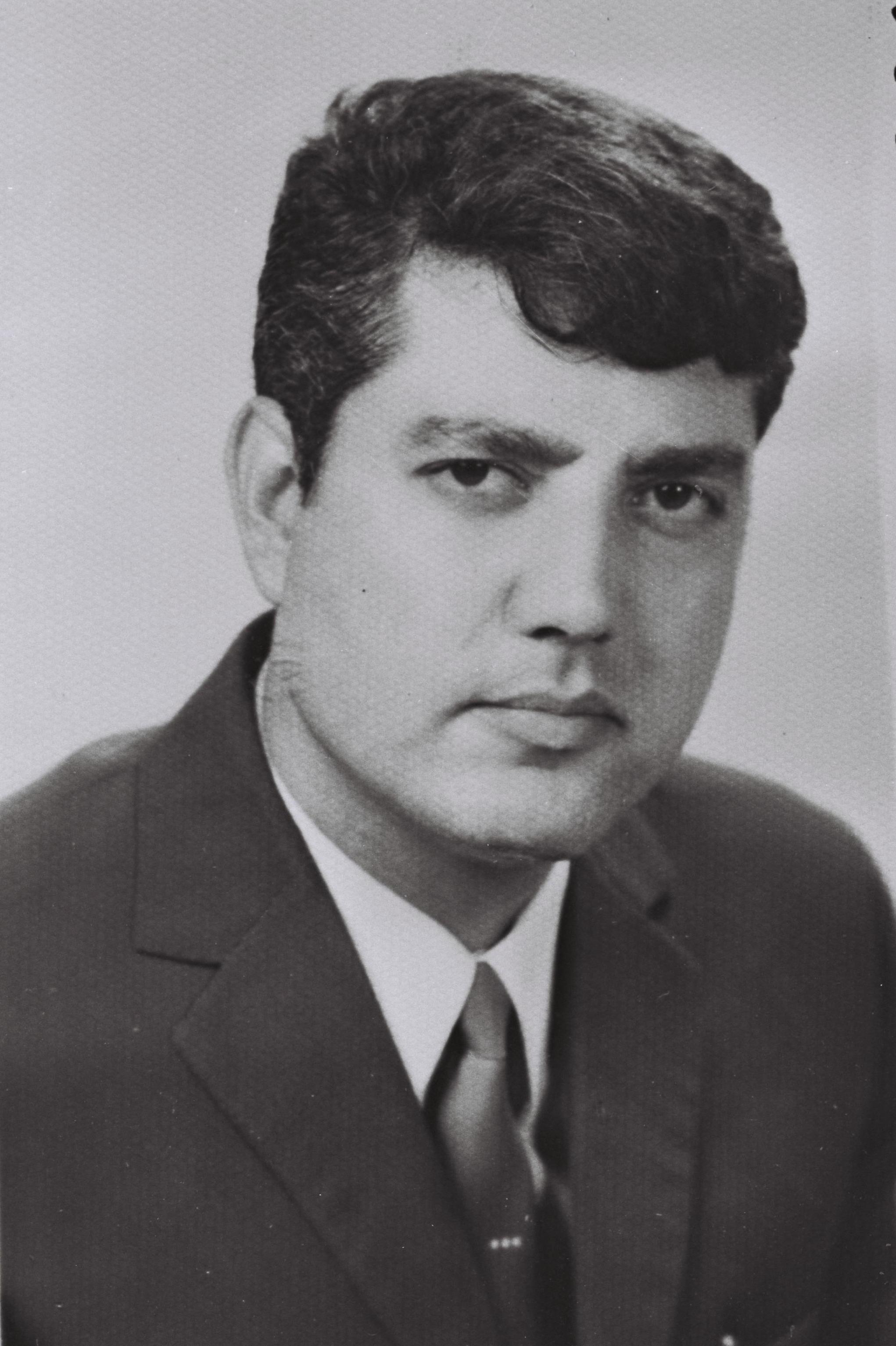
David Levy (1969)

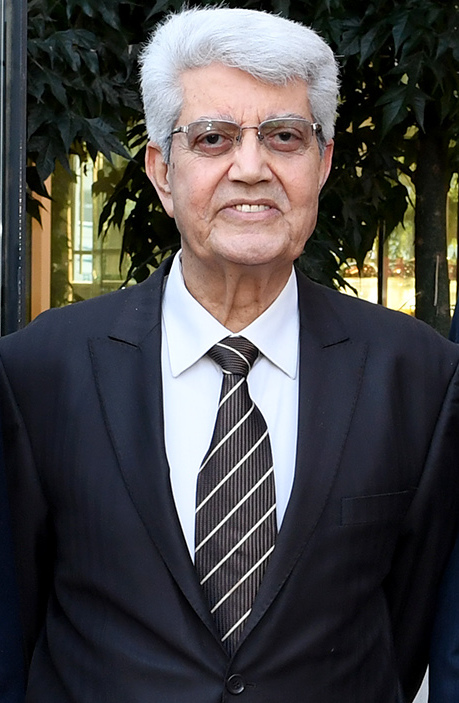
David Levy (2017)

David Levy (hebräisch דוד לוי; geboren am 21. Dezember 1937 in Rabat, Französisch-Marokko; gestorben am 2. Juni 2024 in Jerusalem) war ein israelischer Politiker des Likud und ein führender Vertreter der mizrachischen Juden in Israel. Levy war über einen langen Zeitraum hinweg in zehn verschiedenen Regierungen Minister unterschiedlicher Ressorts, häufig stellvertretender Ministerpräsident und hatte von 1969 bis 2006 einen Sitz in der Knesset.

## Leben
David Levy wurde am 21. Dezember 1937 im marokkanischen Rabat geboren. Im Jahr 1957 wanderte er nach Israel ein und wurde in Bet Sche’an angesiedelt. Dort betätigte er sich als Monteur und engagierte sich nach einiger Zeit in der Histadrut. Zu dieser Zeit war die Histadrut stark geprägt durch die Mifleget Poalei Erez Jisrael und in dieser konnte er sich nicht wiederfinden. So engagierte er sich in dem oppositionellen Cherut-Flügel in der Histadrut. Bis in die 1980er Jahre war er dort Vorsitzender des nun dem Likud nahestehenden Flügels.
Bürgermeister von Bet Sche’an wurde er im Jahr 1964 und verblieb in diesem Amt bis zu seiner Wahl in die Siebte Knesset über die Gahal, eine Listenverbindung der Cherut mit der Miflaga Liberalit Jisra’elit. Neben seinem Mandat in der Knesset übte er das Amt des stellvertretenden Bürgermeisters von Bet Sche’an bis 1977 aus.
Zur Wahl der Achten Knesset trat er als Vertreter des Likud, nach der Fusion von Cherut, Miflaga Liberalit Jisra’elit, HaMerkas HaChofschi, Reschima mamlachtit und der Bewegung für ein Großisrael, an.
Die Wahlen am 17. Mai 1977 brachten eine Zäsur in der israelischen Geschichte. Erstmals wurden bei dieser Wahl zur Neunten Knesset die liberalen und konservativen Parteien die stärksten Fraktionen, vor der seit der Gründung des Staates Israel regierenden HaMa’arach. Einen starken Einfluss auf das Wahlergebnis hatten die Aktivitäten von David Levy bei den Mizrachim, die bei dieser Wahl mehrheitlich für den Likud stimmten. In der neuen Regierung unter Menachem Begin wurde David Levy Minister für Einwanderer und, nach dem Ausscheiden von Gideon Patt am 15. Januar 1979, zusätzlich Minister für Bau- und Wohnungswesen.
Das Amt des Ministers für Bau- und Wohnungswesen übernahm David Levy auch nach der Wahl am 30. Juni 1981 zur Zehnten Knesset in der zweiten Regierung unter Menachem Begin. Am 3. November 1981 wurde er stellvertretender Ministerpräsident. Nach der Demission von Menachem Begin wurde unter Jitzchak Schamir eine neue Regierung gebildet, in der David Levy seine Ämter weiter behielt.
Bei den Wahlen 1984 und 1988 zur Elften und Zwölften Knesset zog David Levy wieder in die Knesset ein. Auch bei den folgenden Regierungen unter Schimon Peres, Jitzchak Schamir, sowie in der dritten und vierten Regierung unter Jitzchak Schamir blieb er stellvertretender Ministerpräsident. Als Minister für Bau- und Wohnungswesen amtierte er für Schimon Peres und für Jitzchak Schamir in dessen zweiter und dritter Regierung. In der vierten Regierung unter Jitzchak Schamir übernahm er das Amt des Außenministers.
Auch der Dreizehnten Knesset, die Wahl fand am 23. Juni 1992 statt, gehörte David Levy an. Während der Legislaturperiode verließ er den Likud und gründet mit Ephraim Gur die Partei Gescher (hebräisch גֶּשֶׁר, lit. Brücke). Den beiden Regierungen während dieser Legislaturperiode unter Jitzchak Rabin und Schimon Peres gehörte er nicht an.
Erst die Listenbildung von Likud, Gescher und Tzomet zur Wahl am 29. Mai 1996 der Vierzehnten Knesset und die darauf folgende Regierungsbildung unter Benjamin Netanjahu führten dazu, dass David Levy wieder stellvertretender Ministerpräsident und Außenminister wurde. Am 6. Januar 1998 verließ Gescher die Regierungskoalition und somit auch David Levy die Regierung.
Zur Wahl am 17. Mai 1999 zur Fünfzehnten Knesset verband sich Gescher, Awoda und Meimad zum Parteienbündnis Jisrael Achat (Ein Israel). Das Parteienbündnis wurde zur stärksten Kraft in der Knesset und unter Ehud Barak wurde die neue Regierung mit David Levy als stellvertretendem Ministerpräsident und Außenminister gebildet. Von beiden Ämtern trat er nach dem Ausscheiden von Gescher aus dem Parteienbündnis am 4. August 2000 zurück. In der zweiten Regierung der Legislaturperiode, Ariel Scharon als Ministerpräsident, war David Levy Minister ohne Geschäftsbereich vom 8. April bis 30. Juli 2002. Er wurde in Bet Scheʾan bestattet.
David Levy war verheiratet und Vater von zwölf Kindern, darunter die Knessetabgeordneten Orly Levy und Jackie Levy.